# Wyżarzanie w parach rozpuszczalnika

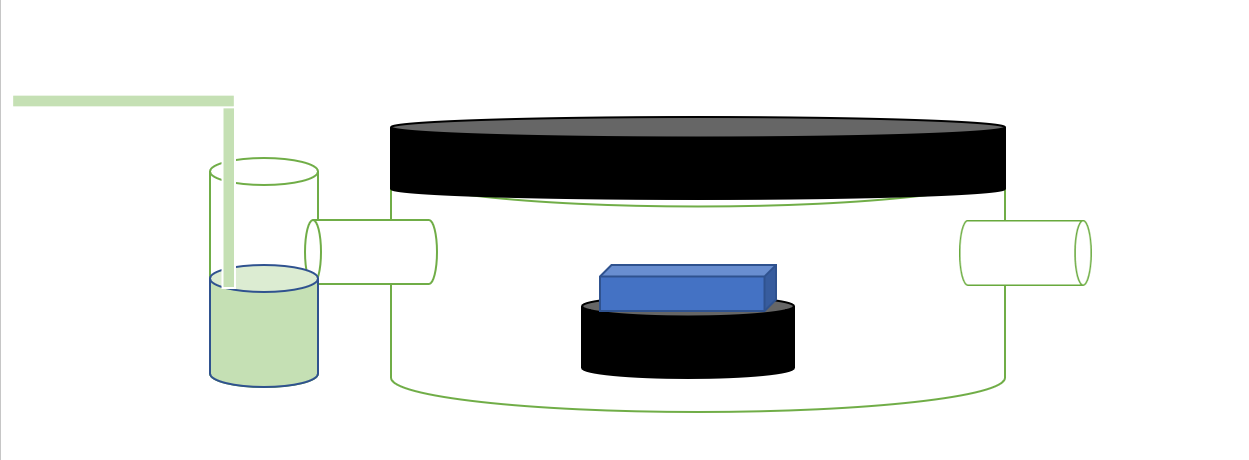
Prosty układ realizujący wyżarzanie w parach rozpuszczalnika

Wyżarzanie w parach rozpuszczalnika (SVA, z ang. solvent vapour annealing) – technika służąca do zmiany morfologii i uporządkowania cienkich filmów z kopolimerów blokowych. Pary rozpuszczalnika tworzą spęczniały materiał, o zwiększonej mobilności polimeru, prowadząc do spontanicznego porządkowania struktury. W zależności od składu kopolimeru blokowego możliwe jest utworzenie odpowiednich struktur: sferycznych, cylindrycznych, gyroidalnych lub lamelowych. Technika stanowi szybszą oraz mniej agresywną, z uwagi na niższe temperatury, alternatywę dla wyżarzania termicznego. Pomimo nazwy sugerującej użycie wysokiej temperatury, proces prowadzony jest w temperaturze niższej niż temperatura mięknienia polimeru.

## Podstawy fizyczne techniki
Pęcznienie polimeru wywołane przez sorpcję rozpuszczalnika z fazy gazowej jest analogiczne do rozpuszczania polimeru w ciekłym rozpuszczalniku. Aby doszło do absorpcji rozpuszczalnika termodynamiczna siła napędowa procesu, przykładowo zmiana energii swobodnej Gibbsa, musi być ujemna:
{\displaystyle \Delta G_{mix}=\Delta H_{mix}-T\Delta S_{mix}<0,}
gdzie:
- {\displaystyle \Delta G_{mix}} – energia swobodna Gibbsa mieszaniny,
- {\displaystyle \Delta H_{mix}} – entalpia mieszaniny,
- {\displaystyle T} – temperatura,
- {\displaystyle \Delta S_{mix}} – entropia mieszaniny. Dla niepolarnych lub mało polarnych układów polimer–rozpuszczalnik definiowana jest równowaga termodynamiczna między aktywnością cząsteczek rozpuszczalnika (a) w fazie gazowej i w roztworze polimeru[6]:

{\displaystyle {\frac {\mu _{s}-\mu _{s}^{0}}{k_{B}T}}=\ln(a)=\ln \left({\frac {p}{p_{sat}}}\right),}
gdzie:
- {\displaystyle \mu _{s},\mu _{s}^{0}} – potencjał chemiczny odpowiednio rozpuszczalnika w roztworze polimeru i czystego rozpuszczalnika,
- {\displaystyle k_{B}} – stała Boltzmanna,
- {\displaystyle p,p_{sat}} – ciśnienie i ciśnienie par nasyconych. Stopień nasycenia par rozpuszczalnika jest powiązany ze składu fazy ciekłej zgodnie z prawem Floryego-Hugginsa:

{\displaystyle {\frac {\mu _{s}-\mu _{s}^{0}}{k_{B}T}}=\chi _{PS}\phi _{p}^{2}+\left(1-{\frac {\nu _{s}}{\nu _{p}}}\right)\phi _{p}+\ln(1-\phi _{p}),}
gdzie:
- {\displaystyle \chi _{PS}} – współczynnik Floreygo-Hugginsa, określający oddziaływanie między polimerem a rozpuszczalnikiem,
- {\displaystyle \phi _{p}} – ułamek objętościowy polimeru,
- {\displaystyle \nu _{s},\nu _{p}} – objętości molowe odpowiednio rozpuszczalnika i polimeru.

Pierwszy składnik równania określa wkład entalpowy do częściowej molowej energii swobodnej Gibbsa mieszania polimeru i rozpuszczalnika. Druga i trzecia część równania określają wkład entropowy. W przypadku jednowymiarowego pęcznienia ułamek objętościowy polimeru można określić jako iloraz grubości suchego do spęczniałego polimeru. Ponieważ dla typowych układów objętość molowa polimeru jest znacznie większa niż objętość molowa rozpuszczalnika poprzednie równania można uprościć do postaci:
{\displaystyle \ln \left({\frac {p}{p_{sat}}}\right)=\chi _{PS}\left({\frac {d_{0}}{d}}\right)^{2}+\left({\frac {d_{0}}{d}}\right)+\ln \left(1-{\frac {d_{0}}{d}}\right),}
gdzie:
- {\displaystyle d_{0},d} – grubość warstwy odpowiednio suchego i spęczniałego polimeru.

Przekroczenie ciśnienia par (przesycenie) prowadzi do skraplania rozpuszczalnika, co w następstwie skutkuje niekontrolowanym pęcznieniem oraz rozpuszczeniem filmu. Ostatecznie możliwe jest całkowite odłączenie się filmu polimerowego od powierzchni podłoża. Stan równowagi procesu jest wrażliwy na zmiany temperatury, co obrazuje równanie Clausiusa-Clappeyrona (wiążące prężność par z temperaturą i entalpią), w którym temperatura jest w wykładniku.